# Anarete albipennis
Anarete albipennis är en tvåvingeart som beskrevs av Friedrich Hermann Loew 1845. Anarete albipennis ingår i släktet Anarete och familjen gallmyggor.
Artens utbredningsområde är Tyskland. Inga underarter finns listade i Catalogue of Life.